# Stegomarmosa
Stegomarmosa és un subgènere de didèlfids del gènere Marmosa. Les dues espècies que formen aquest grup són oriündes de la conca de l'Amazones. Presenten dues ratlles de pèl argentat a banda i banda del solc prènsil medial, a la part inferior de l'extrem distal de la cua. Les urpes de les potes anteriors són petites. Fou descrit a partir d'un espècimen conservat al Museu Field d'Història Natural.